# David Wagner (piłkarz)
David Wagner (ur. 19 października 1971 w Geinsheim am Main) – amerykański trener i piłkarz pochodzenia niemieckiego występujący na pozycji napastnika.

## Kariera klubowa
Wagner jest synem Niemki i Amerykanina. Treningi rozpoczął w zespole SV Geinsheim, a w 1990 roku przeszedł do Eintrachtu Frankfurt. W Bundeslidze zadebiutował 16 marca 1991 w zremisowanym 1:1 meczu z VfL Bochum. Było to jednocześnie jedyne spotkanie rozegrane przez Wagnera w barwach Eintrachtu. W 1991 roku odszedł do 1. FSV Mainz 05, grającego w 2. Bundeslidze i spędził tam kolejne cztery lata.
W 1995 roku wrócił do Bundesligi, zostając zawodnikiem FC Schalke 04. 9 kwietnia 1996 w zremisowanym 1:1 spotkaniu z Bayerem 04 Leverkusen strzelił swojego pierwszego gola w Bundeslidze. Graczem Schalke był do 1997 roku. Następnie występował w zespołach FC Gütersloh oraz SV Waldhof Mannheim z 2. Bundesligi, w SV Darmstadt 98 z Regionalligi, a także w amatorskich drużynach TSG Weinheim oraz Germania Pfungstadt. W 2005 roku zakończył karierę.

## Kariera reprezentacyjna
W latach 1996–1998 Wagner rozegrał 8 spotkań w reprezentacji Stanów Zjednoczonych. Wcześniej, w 1992 roku wystąpił w barwach reprezentacji Niemiec U-21.

## Kariera trenerska
Wagner karierę rozpoczął w klubie TSG 1899 Hoffenheim, gdzie prowadził zespoły U-19 oraz U-17. Następnie trenował rezerwy Borussii Dortmund, a w listopadzie 2015 został szkoleniowcem angielskiego klubu Huddersfield Town, grającego w Championship. W sezonie 2016/2017 zajął wraz z nim 5. miejsce w tych rozgrywkach, gwarantujące udział w barażach o awans do Premier League. Huddersfield zwyciężyło w tych barażach, pokonując w finale po rzutach karnych zespół Reading i awansowało do wyższej klasy rozgrywkowej.